# Mario de Candia
Giovanni Matteo de Candia (Càller, Sardenya, 1808 - Roma, Regne d'Itàlia, 11 de desembre de 1883), anomenat Mario, fou un tenor italià de gran anomenada al segle xix.
Era fill del general di Candia, motiu pel qual en un principi de la seva vida, fou oficial de l'exèrcit del Piemont, però des de 1838 es dedicà a l'estudi del cant en el conservatori de París; dos anys més tard debutava en el teatre de l'òpera d'aquesta ciutat amb Robert le diable.
El 1840 tornà a Itàlia, en els quals teatres reafirmà la seva fama. La seva època d'esplendor (a París, Londres, Dublín Petrograd avui Sant Petersburg, etc.,) coincidí en part amb la de Tamburini, Luigi Lablache, (la Volpini) i les germanes Grisi, una de les quals, Giulia Grisi es convertí en la seva esposa el (1856), i amb la que van tenir cinc fills.
El 1867 es retirà del teatre i el 1880 trobà una col·locació a Roma com a conservador del Museu Reial.
Un dels rols en què assolí els majors aplaudiments fou en el d'Almaviva, de Il barbiere di Siviglia al costat de la soprano francesa Zélie Trebelli-Bettini. La seva última actuació en el Gran Teatre del Liceu de Barcelona fou l'any 1863.